# 戦術データ・リンク

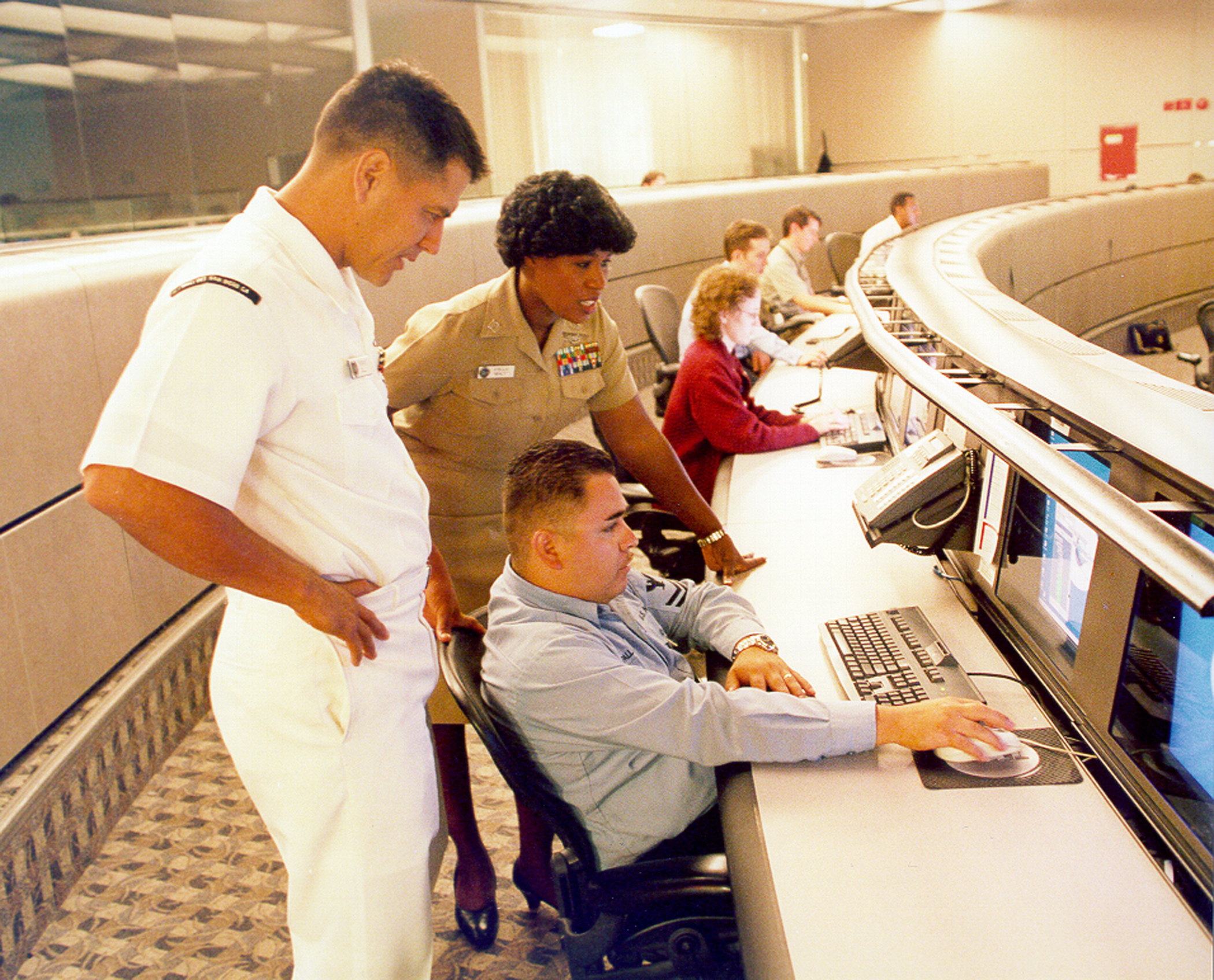
アメリカ海軍のコンピュータ端末

戦術データ・リンク（せんじゅつデータ・リンク、英語: Tactical Digital Information Link, TADIL）は、デジタル化した戦術情報を伝送するためのデータ通信システム。

## 基本原理・機能
デジタル・データ通信は、アナログ通信と違って時分割複信方式が基本とされており、通信を行うコンピュータネットワーク内では通信プロトコルが定められている。通信プロトコルは、通信する情報の構造（メッセージ・フォーマット）と情報授受の手続き（プロシージャ）から構成されている。メッセージ・フォーマットは情報量・伝送目的に応じて48ビットとか56ビットのように定め、各ビットに所定の情報を割り付ける。またプロシージャとしては、ネットワーク内で親局が複数の子局に順番に問い合わせて情報を受け取るポーリング方式、電磁波をタイムスロットに分割しタイミング制御して伝送する時分割多元接続（TDMA）方式、通信要求が発生した場合に接続を成立させて伝送する要求割当多元接続（DAMA）方式などがある。
戦術データ伝送の保全は最重要課題であるが、メッセージの保全と無線通信の保全とが考えられる。デジタル信号はメッセージ秘匿性の点で有利であり、信号処理によりメッセージ配列をランダムにしたり、無線による送信前に暗号機でメッセージに所定の暗号化を施したりする。また無線通信の面では、一定の規則に従って周波数を高速で変化させる周波数ホッピング、周波数アジリティ、さらにはスペクトラム拡散、擬似ランダム・ノイズで信号を隠したりする技術などにより、電子防護性の強化が図られる。
戦術データ・リンクの重要な機能が、共通戦術状況図（CTP）の実現である。これは部隊の全ユニットの配備や武器・交戦状況、そしてレーダー等で探知した目標をリアルタイムで共有・表示したもので、部隊指揮官の適切な情勢把握の最も基礎の部分と評される。また戦術データ・リンクで共有された戦術情報は、作戦環境情報や後方支援情報など作戦遂行上必要な各種情報をも加味することで、共通作戦状況図（COP）の作成にも用いられる。
なお、戦術データ・リンクで目標位置に関する情報を扱う際には、航跡情報（track: TRK）として処理した上で共有しているため、自艦・自機のレーダーで探知した目標と同様に扱うことはできない。特に高速の目標を扱う必要がある対空戦では、戦術データ・リンクを通じて共有された情報だけで交戦することは困難で、共同交戦能力（CEC）のように、航跡情報として処理する前の生データを共有できるセンサー・ネットワークを構築する必要がある。一方、目標が比較的低速な対水上戦であれば、戦術データ・リンクで共有した情報によって交戦することもできる。

## 各種の規格

### NATOの標準化規格
- リンク 1（英語版） - NATO防空管制組織（NADGE）の標準的な地対地リンク[7]。
- リンク 2 - レーダー基地間でレーダーおよび付随する情報を伝達するためのリンク[7]。ただしローマ数字表記すると「リンク II」となり、リンク 11と紛らわしいため、後継世代においては、単にLISA（Link In Support of ACCS）と称されることになった[7]。
- リンク 3 - 指揮所（SHOCs）や戦略早期警戒評価センターに防空警報を送るためのテレタイプ・リンク[7]。
- リンク 4 - 要撃機管制用のリンク[7]。
- リンク 5 - リンク 11の技術を用いた艦対地リンク[7]。リンク 11自体がその用途に用いられるようになったため、開発中止となった[7]。
- リンク 6 - 指揮所や武器サイトなどを結ぶ地対地リンク[7]。
- リンク 7 - 民間および軍用の航空交通管制用リンク[7]。
- リンク 8 - リンク 13の技術を用いた艦対地リンク[7]。開発中止となった[7]。
- リンク 9 - 防空指揮所と航空基地を結ぶリンク[7]。開発中止となった[7]。
- リンク 10 - イギリスで開発されたリンク 11相当のリンク[7]。開発したフェランティ社ではローマ数字表記から「リンク X」と称され、また「リンク Y」として輸出にも供された[7]。
- リンク 11 - 海軍戦術情報システム（NTDS）の標準的なリンク[7]。
- リンク 12 - NTDSにおいて近距離で使用するため計画されていた高速リンク[7][8]。戦術核兵器の使用に備えて艦隊は分散配備されるようになっており、使用頻度が低いと考えられたため、装備化されなかった[8]。
- リンク 13 - フランス・ベルギー・ドイツで、リンク 11より簡素な代替案として開発されたリンク[7]。リンク 10のベースとなった[7]。
- リンク 14 - NTDS搭載艦から非搭載艦に情報を送信するためのリンク[7][8]。
- リンク 15 - NTDS搭載艦から非搭載艦に情報を送信するためのリンク[7]。開発中止となった[7]。
- リンク 16 - リンク4・11の後継となる多機能リンク[7]。
- リンク 22 - リンク11の後継となるリンク[7]。